# Bolla immobiliare neozelandese

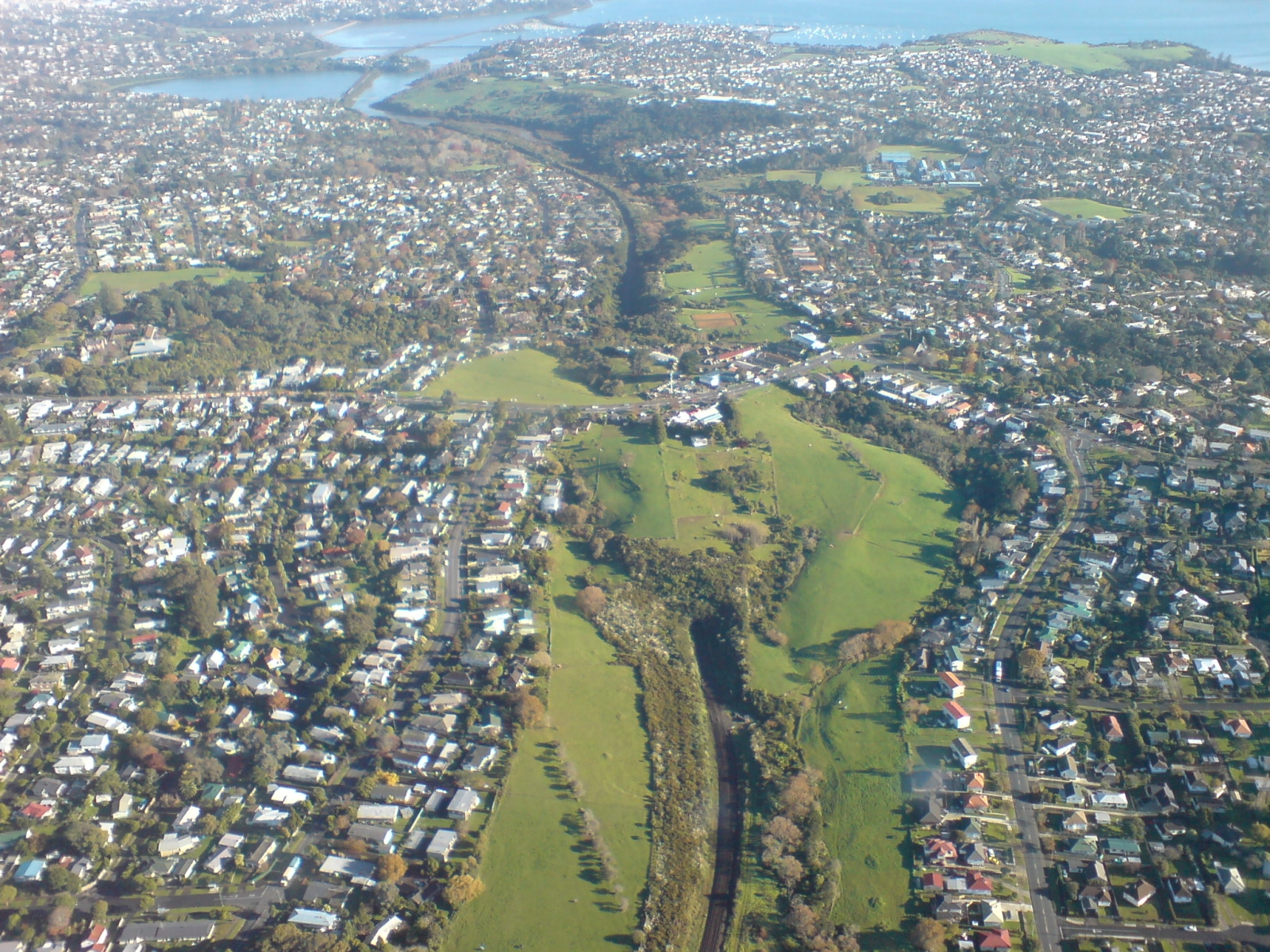
Sobborghi residenziali di Auckland

La bolla immobiliare neozelandese è una questione che affligge la Nuova Zelanda, paese in cui i prezzi degli immobili sono cresciuti molto più in fretta dei redditi. Fin dagli anni '80 sono stati diversi i fattori, tra cui la deregolamentazione, l'alto tasso di immigrazione e le scelte politiche, ad aver causato l'aumento dei prezzi delle case, e molto acceso è il dibattito su come gestire la questione dato il suo grande peso in seno alla situazione economica del paese.

## Contesto
Il quarto governo laburista (eletto nel 1984) seguì molto rapidamente la via della deregolamentazione economica dal momento che le politiche del precedente primo ministro Robert Muldoon avevano lasciato il paese pesantemente indebitato. Gli investimenti azionari aumentarono considerevolmente, spesso senza impiegare la dovuta accortezza. Il crac finanziario del 1987 colpì in modo particolarmente violento l'economia neozelandese, tant'è che la piazza nazionale arrivò a perdere fino al 60%. Molti degli investitori che avevano subito gravi perdite durante la crisi dell'87 non tornarono più a investire in borsa, optando piuttosto per la più sicura via degli investimenti immobiliari.
Tra il 1986 e il 2003 il governo neozelandese allentò la stretta sull'immigrazione e adottò nuovi criteri basati sul merito personale, portando a tassi d'immigrazione che non si vedevano da decenni in Nuova Zelanda.
Nel 1989 il parlamento approvò il Reserve Bank Act, documento che metteva in rilievo la necessità di mantenere un freno sull'inflazione e sui tassi d'interesse, cosa che di conseguenza ridusse i costi dei prestiti, come i mutui, utilizzati per l'acquisto di beni immobili. Nello stesso anno venne abolita l'esenzione d'imposta per le pensioni, le assicurazioni e altri simili investimenti, ma non per i beni immobili. Due anni più tardi il Resource Management Act (RMA) sostituì una serie di leggi regionali sulla pianificazione territoriale. Molti vedono nell'RMA un ostacolo alla costruzione di case a prezzi accessibili.

## Accessibilità degli alloggi
Al 2016, il prezzo medio per un'abitazione in Nuova Zelanda raggiungeva i 622 000 dollari neozelandesi, mentre i prezzi medi nella città più grande del paese, Auckland, superavano 1 000 000 di dollari in diversi sobborghi. Tra il 2004 e il 2017 il rapporto tra il prezzo medio di un'abitazione e il reddito annuale medio è creciuto da appena oltre 3 al gennaio 2002 a 6,27 al marzo 2017, cifre che a Auckland si attestavano rispettivamente a 4,0 e 9,81.
Nel 2017 il think-tank Demographia ha piazzato il mercato immobiliare di Auckland al quarto posto nella classifica dei meno economicamente accessibili al mondo, dietro solo a quelli di Hong Kong, Sydney e Vancouver, con i prezzi medi di una casa passati da 6,4 volte il reddito medio nel 2008 a 10 volte nel 2017. Un altro studio condotto nel 2016 riportava che il prezzo medio delle abitazioni a Auckland superava quello delle abitazioni a Sydney. In quello stesso anno il Fondo Monetario Internazionale ha posizionato la Nuova Zelanda al primo posto nella classifica per inaccessibilità degli alloggi tra i paesi dell'OCSE e ha sollecitato l'istituzione di una tassa sulla speculazione immobiliare.